# Issues (ザ・サタデイズの曲)
「Issues」(イシューズ)とは、デビュー・スタジオ・アルバム「Chasing Lights」に収録されているイギリスとアイルランドのガールズグループ「ザ・サタデイズ」の曲である。2009年1月5日にアルバムの3枚目のシングルとしてリリースされた。この曲はカール・スターケンとエヴァン・ロジャースによって書かれ、プロデュースされた。このシングルは音楽評論家から様々な評価を受けた。
BBC Musicは、この曲は非常に歌姫であり、グループは制作中の歌姫であると述べた。 シングルのリリース後、「Issues」は、イギリスで4位、アイルランドで14位にランクインした後、チャートで多くの成功を収めた。このシングルは、ユーロチャートホット100シングルでも21位にランクインした。
シングルリリース前に、「Issues」の歌詞は、暴力を助長していると誤解された後、再録音された。「can't decide if I should slap you or kiss you」(あなたを叩くかキスするか決められない)という歌詞は、多くの人が「平手打ち」という言葉を「刺す」と誤解させたため歌詞は「can't decide if I should leave you or kiss you」(あなたを離れるかキスするか決められない)に変更された。

## 発売とクリティカルな受信
シングルのリリース前に、ザ・サタデイズは「Issues」の歌詞を再録音することを余儀なくされた。ラジオ局は、変更されるまで曲の再生を拒否した。歌詞が変更され、ラジオのプレイリストに追加された。元の歌詞は「can't decide if I should slap you or kiss you」(あなたを叩くべきかキスすべきか決められない)でした。バンドは「slap you」と「stab you」の響きの類似性のために歌詞を変えざるを得なかった。ミュージックビデオバージョンには「slap you or kiss you」という歌詞があり、ラジオでは「leave you or kiss you」が流れていた。シングルには、この曲のラジオミックスが収録されている。
「Issues」は、ポップミュージックの批評家からほとんど様々な評価を受けた。ヤフーミュージックのジェームズ・マスタートンミュージックは、この曲を、グループの過去のシングルの「スパーク、エネルギー、そして真の興奮」を欠いた「大西洋中部の愛のバラード」と表現した。彼は、このシングルはバンドの前の2枚のシングルほど楽しくないと述べた。 オールミュージックのレビューで、ジョン・オブライエンはこの曲を「時代遅れ」と呼び、「90年代のマックス・マーティンの拒絶のように聞こえる」と書いた。
ヴァネッサ・ホワイトは最初の詩で歌を開き、最初のブリッジはモリー・キングのバック・ボーカルで歌い、2番目はフランキー・サンドフォードのバック・ボーカルで歌う。ホワイトとサンドフォードがコーラスをリードし、ウナ・ヒーリーとロシェル・ワイズマンがハーモニーを、キングがハーモニーを高くする。ワイズマンは2番目の詩を取り、ヒーリーはワイズマンとキングのバックボーカルで真ん中の8番を取る。最後のコーラスにはホワイトのアドリブがある。

## チャートパフォーマンス
アルバムがリリースされた後、このシングルはUKシングルチャートの84位に直行し、2週間後にトップ100シングルから脱落した。シングルのリリース後、「Issues」はUKシングルチャートをストップし、チャート4位を確保した。2009年1月24日、UK公式トップ10シングルで4週間、UK公式トップ40シングルで18週間を過ごしました。当時、以前のシングル「If This Is Love」や「Up」よりも高いチャートを記録した後、バンドの最高順位だった。「Forever Is Over」に抜かされるまで、彼らの最高の非チャリティーシングルだった。
このシングルは、アイルランドのシングルチャートで36位に入り、チャートをさらに上回り、14位にランクイン。このシングルは11週間、アイルランドのトップ50シングルに残った。シングルのリリース前に、バンドはヨーロッパのビルボードでもこの曲をリリースし、21位のピークポジションを獲得した。当時、バンドはヨーロッパで2番目に成功したチャートだった。
2009年半ば、「Issues」もBritish Phonographic Industryからシルバーの認証を取得し、英国で20万枚以上を売り上げた後、ザ・サタデイズの2枚目のシングルでシルバーの認証を取得した。

## ミュージックビデオ

### 背景
「Issues」のミュージックビデオはケント州ウィスタブルで撮影された。「Up」のリリース前に、「Issues」のミュージックビデオは、バンドが2枚目の公式シングルとしてリリースする予定だったため、「Up」の前に撮影されたが、レーベルは別の決定を下した。ミュージックビデオは2008年11月13日に撮影された。 ビデオ全体を通して、グループは異なる色のコートを着て海辺の海岸に立っているのが見られ彼女らが家の窓から見ているシーンがたくさんある。彼女らはビデオ全体を通していくつかの異なる衣装を着て描かれている。彼らは異なる色の傘を持っている。ビデオは2008年12月5日に初公開された。

### 概要
ビデオが始まると、昔ながらのビーチハウスの画像で、ビデオの後半でグループが内部で見られる。ヴァネッサが歌い始めると、彼女はビーチハウスの窓からビーチにいるバンド仲間を眺めている。彼らはネクストの冬服を着ているのが見られる。フランキーは火の前で羊の皮の敷物の上に横たわっているのが見られる。コーラスが始まると、女の子たちは歌に合わせて歌を歌いながらビーチフロントを歩き、曲の最初のコーラスが終わると、彼らはビーチハウスからさまざまな色の傘を持ってまっすぐ歩いているのが見える。ロシェルはピンクの傘、ウナは緑の傘、モリーは青い傘、ヴァネッサは紫の傘、フランキーは赤い傘を持っている。歌詞が歌うように、私は私の心の上に壁を作り続け、グループは男性と彼らの心の間の壁を表すことができる白いフェンスの後ろに立っている。ビデオが終わりになり始めると、少女たちが燃え盛る火の周りに立っているのが見られる。これは、失恋の記憶をすべて燃やそうとしている可能性がある。

## 形式・トラックリスト
イギリス版CDシングル
( 2009年1月5日発売)
1. "Issues" (Radio Mix) - 3:36
2. "Beggin'" (Bob Gaudio, Peggy Farina) - 3:12

デジタルシングル #1
(2009年1月4日発売 )
1. "Issues" (Radio Mix) - 3:36
2. "Issues" (Vince Clarke Club Mix) - 5:45

デジタルシングル #2
(2009年1月3日発売)
1. "Issues" (Radio Mix) - 3:36
2. "Issues" (Digital Dog Club Mix) - 5:57

The Remixes
1. "Issues" (Digital Dog Radio Edit) - 3:05
2. "Issues" (Digital Dog Club Mix) - 5:57
3. "Issues" (Vince Clarke Radio Mix) - 3:47
4. "Issues" (Vince Clarke Club Mix) - 5:45

改良版
1. "Issues" (Radio Mix) - 3:36
2. "Beggin' - 3:09
3. "Issues" (Live MTV Nokia Session) - 3:50
4. "Issues" (Digital Dog Radio Edit) - 3:02
5. "Issues" (Vince Clarke Radio Edit) - 3:45
6. "Issues" (Digital Dog Club Mix) - 5:53
7. "Issues" (Vince Clarke Club Mix) - 5:43

## スタッフ
以下の人々が「Issues」に貢献した
- エヴァン・ロジャース – 制作
- カール・スターケン – 生産、計装
- ジェレミー・ウィートリー - 追加生産、ミキシング
- アル・ヘンバーガー - ミキシング
- ディック・ビーサム – マスタリング

## チャート
| チャート(2008年-2009年)                  | 最高順位 |
| ---------------------------------------- | -------- |
| ヨーロッパ (European Hot 100 Singles)    | 21       |
| アイルランド (IRMA)                      | 14       |
| スコットランド (Official Charts Company) | 4        |
| UK シングルス (OCC)                      | 4        |

| チャート (2009年)  | 順位 |
| ------------------ | ---- |
| イギリス全体 (OCC) | 82   |

## 認定
| 国/地域                                             | 認定 | 認定/売上数 |
| --------------------------------------------------- | ---- | ----------- |
| イギリス (BPI)                                      | Gold | 400,000     |
| * 認定のみに基づく売上数 ^ 認定のみに基づく出荷枚数 |      |             |